# Emissoras de números

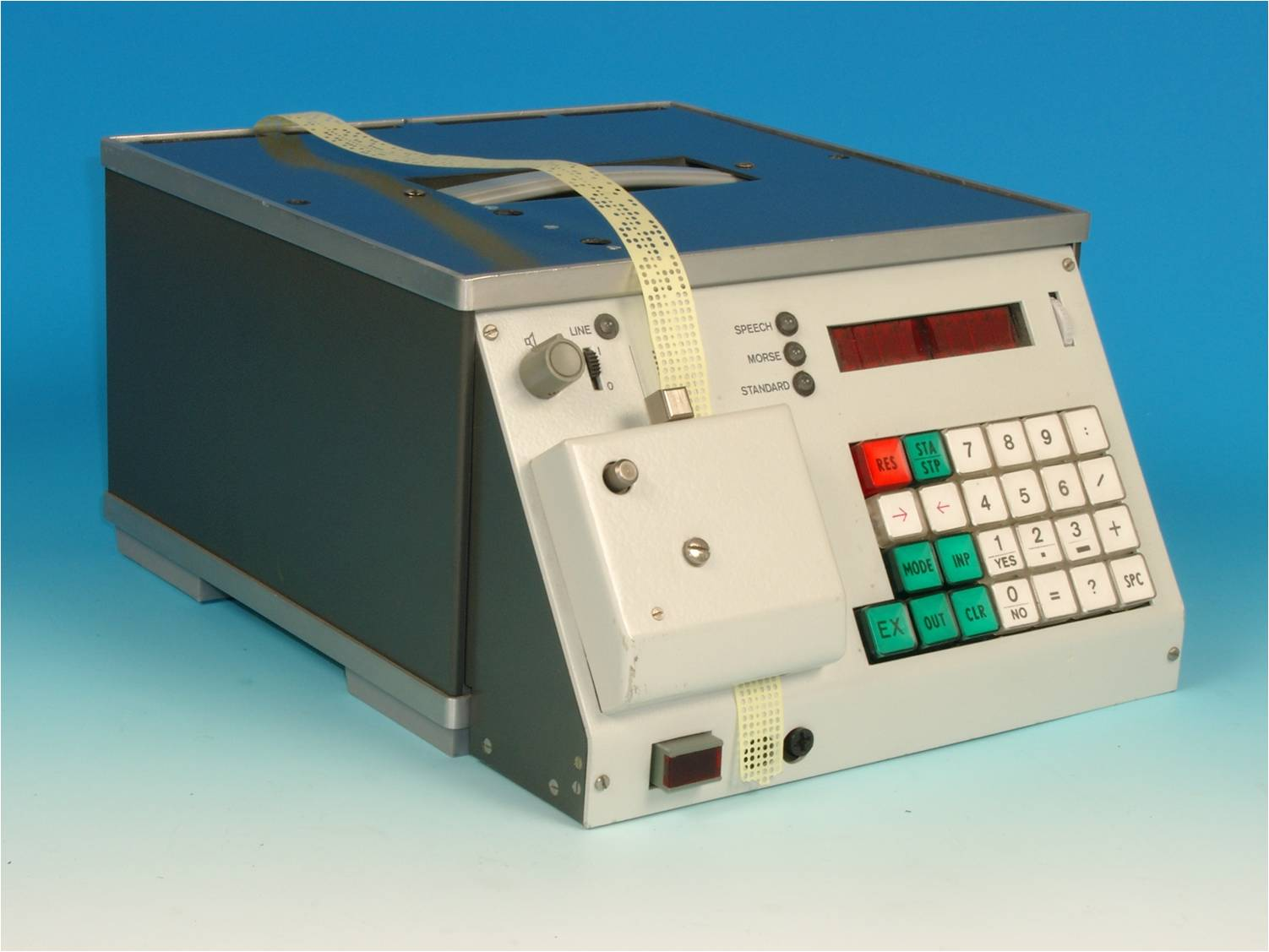
Máquina geradora Morse da marca Sprach

Emissoras de números (numbers stations em inglês) são emissoras de rádio de ondas curtas que transmitem insólitas e incompreensíveis listas de números, seja por meio de voz, seja por código morse. As vozes muitas vezes são criadas por síntese de voz, e podem ser transmitidas em uma grande variedade de línguas. Geralmente, as vozes são femininas, mas são usadas também vozes masculinas e infantis.
Nos anos 1960, a revista revista Time relatou que as emissoras de números apareceram pela primeira vez logo após a Segunda guerra mundial, e imitavam um formato usado para enviar a previsão do tempo durante a guerra. É amplamente aceito que essas transmissões emitem mensagens codificadas para espiões; contudo, nenhum governo ou organização assumiu sua operação. Além disso, são raríssimos os registros de cartões QSL confirmando a transmissão de emissoras de números por parte de ouvintes de ondas curtas, o que seria o comportamento esperado no caso de estações não-clandestinas.  
A mais conhecida das emissoras de números é a chamada Lincolnshire Poacher, que se acredita que seja mantida pelo serviço secreto do Reino Unido.
E temos a misteriosa UVB-76, que por meio de coordenadas transmitidas em russo por ela mesma, foi descoberto que se localizava em Povarovo na Rússia. Mas raramente foram registrados códigos enviado por ela.
Em 2001, os Estados Unidos processaram os Cinco cubanos por espionagem. O grupo havia recebido e decodificado mensagens enviadas via ondas curtas através de emissoras cubanas. Ainda em 2001, Ana Belen Montes, analista sênior da agência de defesa estadunidense, foi presa acusada de espionagem. Os promotores federais alegaram que Montes comunicava com o diretório de inteligência cubano por meio de mensagens codificadas, recebendo instruções através de "transmissões de ondas curtas oriundas de Cuba". Em 2006, Carlos Alvarez e sua esposa Elsa Alvarez foram presos com acusação de espionagem. A corte distrital da Florida afirmou que "os réus costumavam recebem instruções via transmissões de ondas curtas".
Em Junho de 2003, o funcionário aposentado do departamento de estado estadunidense Walter Kendall Myers foi processado por conspiração e por espionagem em favor de Cuba, bem como por receber e decodificar mensagens difundidas por uma emissora de números operada pelo diretório de inteligência cubano.
Há relatos, ainda, de que os Estados Unidos utilizem emissoras de números para comunicar informação codificada a pessoas em outros países.  Alega-se também que o departamento de estado dos Estados Unidos opera algumas estações, como a KKN50 e a KKN44, usadas para transmitir mensagens "numéricas" semelhantes. 

## Supostas origens e uso
De acordo com notas do The Conet Project, que compilou gravações dessas transmissões, emissoras de números têm sido relatadas desde a Primeira Guerra Mundial. Nesse caso, as emissoras de números figurariam entre as primeiras difusões de rádio.
Muito se especula a respeito dessas emissoras, sendo que em um único caso (o da emissora Atención) foi alegado judicialmente, que essas estações operam como um método simples e seguro de transmissão de informações das agências de inteligência governamentais a seus espiões, operando secretamente. De acordo com essa teoria, as mensagens são cifradas com o uso de cifras de uso único para evitar risco de decifração por terceiros. Como evidência, aponta-se que as emissoras de números mudaram detalhes de suas transmissões ou fizeram transmissões não agendadas em momentos de eventos políticos extraordinários, como o golpe de agosto de 1991 na União Soviética.